# ラース・ハンセン
ラース・ピーター・ハンセン（Lars Peter Hansen、1952年10月26日 - ）は、アメリカ合衆国の経済学者。現在はシカゴ大学で教授を務め、2010年からはデイビッド・ロックフェラー・ディスティングイッシュ・サーヴィス・プロフェッサー（特別教授）の地位にある。

専門は計量経済学、特に時系列分析。その他にも動学的確率的一般均衡（Dynamic stochastic general eruilibrium, DSGE）モデルを用いた計量分析や資産価格の決定に関する研究を行なっている。2013年にノーベル経済学賞を受賞。

## 経歴
- 1952年　イリノイ州シャンペーンで生まれる。

### 学歴
- 1974年　ユタ州立大学を卒業する（数学で学士号を取得する）。
- 1978年　ミネソタ大学において経済学のPh.D.を取得

### 職歴
- 1978年　カーネギー・メロン大学の助教授（Assistant Professor）
- 1980年　同准教授（Associate Professor）
- 1981年　カーネギー・メロン大学退職、シカゴ大学准教授
- 1984年　同教授
- 1990年　シカゴ大学教授（Homer J. Livingston Professor in Economics）
1993年-現在　アメリカ芸術科学アカデミー会員
- 1997年　シカゴ大学教授（Homer J. Livingston Distinguished Service Professor in Economics）
1999年-現在　米国科学アカデミーフェロー
2007年 計量経済学会会長となる。
2009年-2012年　米国科学アカデミーのセクション54経済科学議長
2009年　慶應義塾大学経済学部客員教授
- 2010年-現在　シカゴ大学教授（David Rockefeller Distinguished Service Professor）

## 栄誉・受賞
- 1984年　計量経済学会より（ケネス・シングルトンとともに）フリッシュ賞を受賞する。
- 1997年～1998年　シカゴ大学よりFaculty Award for Excellence in Graduate Teachingを受賞する。
- 2006年　アーウィン・プレイン・ネンマーズ経済学賞を受賞する。[1]
- 2008年　CMEグループMSRI賞、トムソン・ロイター引用栄誉賞を受賞する。
- 2011年　BBVA Foundation Frontiers of Knowledge Award in Economics, Finance and Managementを受賞する。
- 2013年　ノーベル経済学賞を受賞する。

## 業績
- ハンセンの業績のうち最もよく知られるものは計量経済学の理論への貢献である。ハンセンは一般化モーメント法（Generalized method of moments, GMM）を確立し、これを発展させるのに最も尽力した経済学者である。GMMの登場は、以下の2点で計量経済学における以降の進歩に対して貢献した。1）線形回帰クラスなど様々な回帰分析がGMMによって表現できるようになった。2）1970年代までの計量経済学の技法では取り扱いが難しく、直接推定が困難であった非線形の複雑なモデルを取り扱うのが容易になった。
1970年代以降従来の計量経済学の方法論的問題、とりわけパラメーターの取り扱い方とそこに起因する推計量のバイアスが指摘されることとなったが、GMMの発展はこの問題への解決を提供する意図を持っていた。加えて同じく70年代以降マクロ経済学において大きな変化が見られ、それに伴いマクロの計量モデルは動学化、複雑化の方向をたどったが、GMMの登場はこうしたマクロ経済学の動向に対応したものでもあった。
- またハンセンは時系列分析に関する研究も行ってきている。近年ではオペレーター・メソッドのような新たな計量経済学上の技法を導入する研究や、ロバスト制御を計量経済学に適用する研究を行っている。

- ハンセンは純粋な計量経済学の理論に関する研究の他、これらの理論を応用した実証研究でも大きな業績を残している。特にマクロ経済学、ミクロ計量経済学、国際金融、ファイナンスの分野でGMMやその他の計量経済学上の技法を用いて貢献を行ってきた。その中でも実際の資産市場のデータを用いながら、投資家のリスクへの態度や忍耐強さを表す指標である確率的な割引因子の変動の割合を推定するなどファイナンスの分野での実証研究は高く評価されている。このことからハンセンはファイナンスの実証研究における第一人者と見なされており、Handbook of Financial Econometrics(2009)の編纂者の一人である。こうした計量経済学を用いたマクロ経済学やファイナンスにおける実証研究は、経済学の理論と実際に観察される市場での行動を架橋するものと評価されている。
- 最近では長期におけるマクロ経済上のリスクの推定・評価を行う研究に従事しており、これに関連して信念や疑い・学習といった要素を代表的個人モデルに組み込む研究を行っている。

## 主要著作・論文
- "Forward Exchange Rates as Optimal Predictors of Future Spot Rates: An Econometric Analysis" (with R. J. Hodrick) 1980 Journal of Political Economy, 88, 829 - 853
- "Formulating and Estimating Dynamic Linear Rational Expectations Models" (with T. J. Sargent) 1980 Journal of Economic Dynamics and Control, 2, 7 - 46
- "Large Sample Properties of Generalized Method of Moments Estimators" 1982 Econometrica, 50, 1029 - 1054
- "Generalized Instrumental Variables Estimation of Nonlinear Rational Expectations Models" (with K. J. Singleton) 1982 Econometrica, 50, 1269 - 1286
- "Stochastic Consumption, Risk Aversion, and the Temporal Behavior of Asset Returns" (with K. J. Singleton) 1983 Journal of Political Economy, 91, 249 - 265
- "The Role of Conditioning Information in Deducing Testable" (with S. F. Richards) 1987 Econometrica, 55, 587 - 613
- "A Time Series Analysis of Representative Agent Models of Consumption and Leisure Choice under Uncertainty" (with M. S. Eichenbaum, and K. J. Singleton) 1988, Quarterly Journal of Economics, 103, 51 - 78
- Rational Expectations Econometrics (with T. J. Sargent) 1991, Boulder, Colorado: Westview Press
- "Implications of Security Market Data for Models of Dynamic Economies" (with R. Jagannathan) 1991 Journal of Political Economy, 99, 225 - 262
- "Asset Pricing Explorations for Macroeconomics" (with J. H. Cochrane) in O. J. Blanchard and S. Fischer eds. NBER Macroeconomics Annual 1992, 1992 Cambridge, Massachusetts: The MIT Press
- "Back to the Future: Generating Moment Implications for Continuous-Time Markov Processes" (with J. A. Scheinkman) 1995 Econometrica, 63, 767 - 804
- "Econometric Evaluation of Asset Pricing Models" (with J. Heaton, and E. G. J. Luttmer) 1995 Review of Financial Studies, 8, 237 - 274
- "The Empirical Foundations of Calibration" (with J. J. Heckman) 1996 Journal of Economic Perspectives, 10, 87 - 104
- "Finite-Sample Properties of Some Alternative GMM Estimators" (with J. Heaton and A. Yaron) 1996 Journal of Business and Economic Statics, 14, 262 - 280
- "Assessing Specification Errors in Stochastic Discount Factor Models" (with R. Jagannathan) 1997 Journal of Finance, 52, 557 - 590
- "Short-term interest rates as subordinated diffusions" (with T. G. Conley, E. G. J. Luttner, and J. A. Scheinkman) 1997 Review of Financial Studies, 10, 525 - 577
- "Micro data and general equilibrium models" (with M. Browning, and J. J. Heckmen) in J. B. Taylor and M. Woodford eds. 1999 Handbook of Macroeconomics, Handbook of Economics vol. 15, Amsterdam: Elsevier Science North-Holland
- "Robust Permanent Income and Pricing" (with T. J. Sargent and T. D. Tallarini) 1999 Journal of Economic Studies, 66, 873 - 907
- "Robust Control and Model Uncertainty" (with T. J. Sargent) 2001 American Economic Review, 91, 60 - 66
- Recursive Linear Models of Dynamic Economies (with T. J. Sargent) 2005 New York: Cambridge University Press
- "Recursive Robust Estimation and Control without Commitment" (with T. J. Sargent) 2007 Journal of Economic Theory, 136, 1 - 27
- "Beliefs, Doubts and Learning: Valuing Macroeconomic Risk" 2007 American Economic Review, 97(2), 1 - 30
- "Consumption Strikes Back? Measuring Long-Run Risk " (with J. C. Heaton and N. Li) 2008 Journal of Political Economy, 116, 260 - 302
- Robustness (with T, J, Sargent) 2008 Princeton: Princeton University Press
- "Long Term Risk: an Operator Approach" (with J. A. Scheinkman) 2008 Econometrica, forthcoming
- (ed.) Handbook of Financial Econometrics (with Y. Ait-Sahalia) 2009, forthcoming, Amsterdam: Elsevier Science North-Holland